# Air Jordan

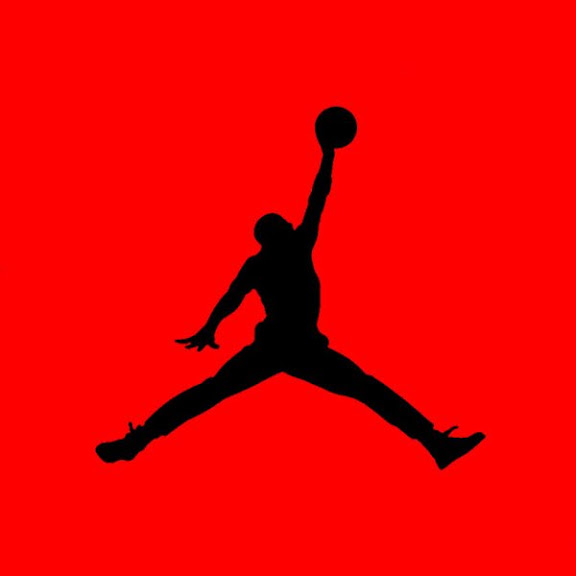
Logo de Air Jordan.

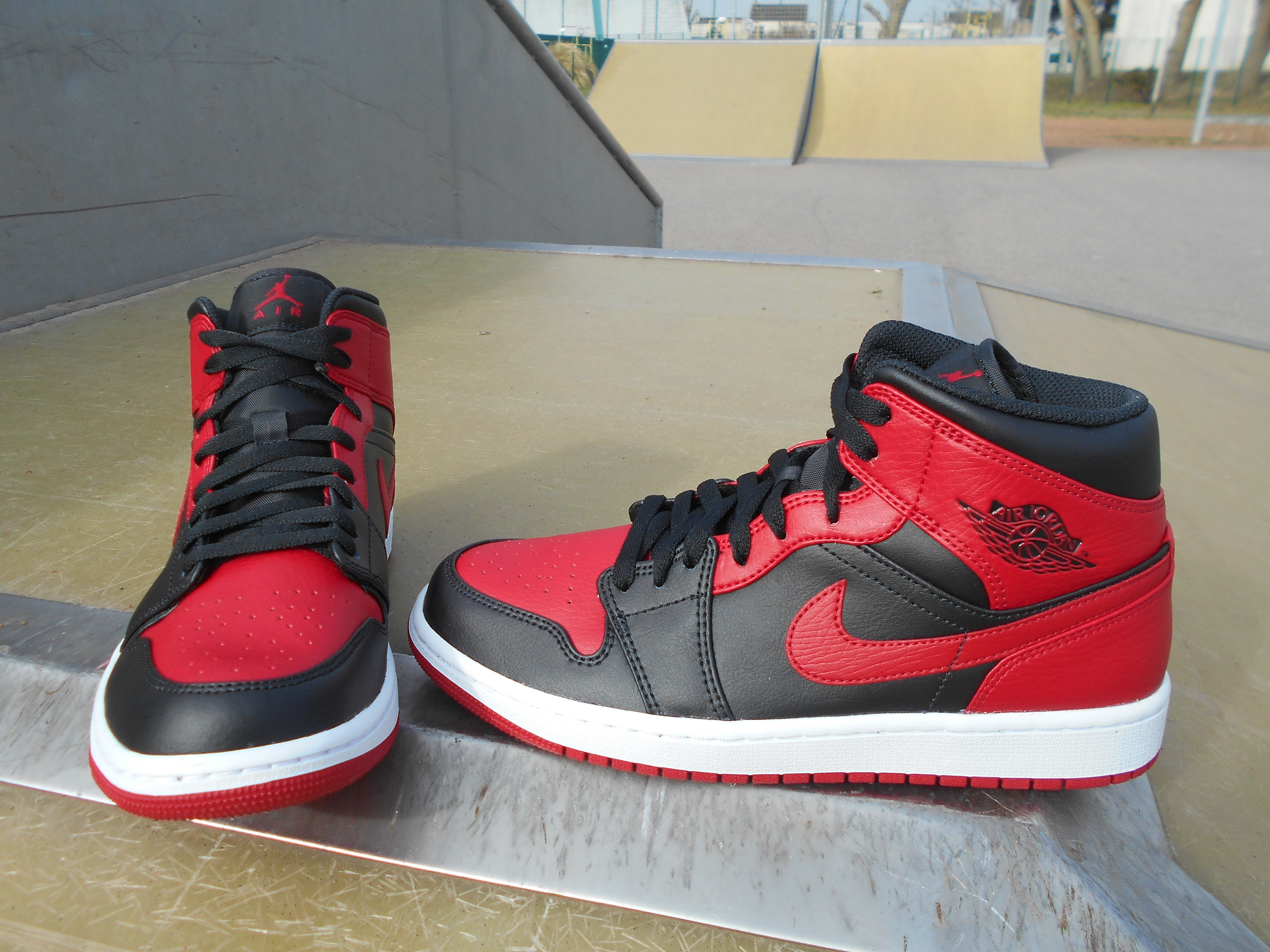
Air Jordan.

Air Jordan es una línea de calzado deportivo y ropa de la marca Nike, diseñada originalmente para el famoso jugador de baloncesto Michael Jordan de los Chicago Bulls en 1984 y lanzado al público el 1 de abril de 1985. Desde entonces, ha alcanzado un estatus icónico tanto en la cultura del baloncesto como cromado y cuero.

## Historia
El primer par de zapatillas Air Jordan fue creado por Nike en colaboración con el propio jugador, quien en ese momento era una estrella emergente de la NBA.  Fueron diseñadas por Peter Moore, Tinker Hatfield y Bruce Kilgore.
El lanzamiento de las Air Jordan I a finales de 1984 generó una gran sensación en la industria del calzado deportivo y cambió la forma en que las zapatillas eran percibidas por el público. Su diseño innovador, la tecnología de amortiguación y la asociación con un jugador de baloncesto de la talla de Michael Jordan catapultaron la línea al éxito.
Desde el lanzamiento de las Air Jordan I, se han seguido lanzando nuevos modelos y ediciones especiales regularmente. Cada par de zapatillas Air Jordan suele llevar el famoso logotipo del «Jumpman», que representa a Michael Jordan en un salto característico con un balón de baloncesto.
Las Air Jordan no solo tuvieron un impacto significativo en la industria del calzado deportivo, sino que también dejaron una huella duradera en la cultura popular. Se convirtieron en un símbolo de estatus y estilo para los aficionados al baloncesto y los amantes de la moda urbana. La demanda de los diversos modelos ha sido constante a lo largo de los años, y cada lanzamiento genera expectación entre el público. Solo en 2022, la Jordan Brand aportó 5.100 millones de dólares a Nike. De esa cantidad, entre 150 y 256 millones de dólares fueron directamente al jugador en virtud de su acuerdo con Nike.
La historia de las Air Jordan se llevó al cine en 2023 en la película Air: La historia detrás del logo.